# Болштейн, Людвиг
Людвиг Эдуардович Болштейн (латыш. Ludvigs Bolšteins; 5 февраля 1888, Сесавская волость, Добленский уезд, Курляндская губерния, Российская империя — 21 июня 1940, Рига, Латвия) — военный деятель Латвии. Штабс-капитан русской армии, генерал латвийской армии.

## Биография
Создатель 9-го пехотного полка. В личном составе полка было 156 кавалеров ордена Лачплесиса. Командир бригады латвийских пограничников. Принимал участие в Новогодних боях 1916 года. В 1917 году арестован и посажен в Цесискую тюрьму, но Болштейну удается сбежать. Активно участвовал в антибольшевистской организации Союз защиты Родины и Свободы. Участвовал в боях против бермондтовцев за освобождение Латгалии.
Людвиг Болштейн был за военное сопротивление Красной армии, в частности он заявлял «армия Латвии будет воевать против СССР. Да, мы уступаем в численности, но мы будем защищать Латвию, если мы не победим, то с честью погибнем!»
21 июня 1940 года предпочел смерть плену и застрелился в своем рабочем кабинете, оставив посмертную записку:

«Мы, латыши, построили для себя новый замечательный дом, своё государство. Чужая власть хочет заставить, чтобы мы сами разрушили его. Я не могу участвовать в этом. Генерал Болштейн /подпись/»— 
.

«Болштейн решился на смерть не из-за страха от предстоящих мучений, а выполняя высший долг военнослужащего, чтобы унести с собой в могилу только ему известные государственные тайны и спасти жизнь многих людей»— полковник Арвид Крипенс
Похоронен на Братском кладбище.

## Награды
- Орден Святой Анны 3 и 4 степени
- орден Святого Станислава 3 степени
- Военный орден Лачплесиса 2 и 3 степени
- Орден Трёх звёзд 2 и 3 степени
- Крест Заслуг айзсаргов
- Орден Почётного Легиона (кавалёр, Франция)
- Орден Белой Розы 1 степени (Финляндия)
- Орден Креста Свободы (Финляндия)
- Крест Заслуги в золоте (Польша)
- Орден Орлиного креста (Эстония)
- Орден Великого князя Литовского Гядиминаса 2 степени (Литва)
- Орден Возрождения Польши 3 степени (Польша)